# Качугин, Анатолий Трофимович
Качугин Анатолий Трофимович (1895—1971) — советский врач, химик, естествоиспытатель. Потомок аристократов Голициных. По образованию врач и биохимик. Автор многих изобретений в области техники, химии и медицины. Был репрессирован в 30-е годы. Во время Великой Отечественной войны участвовал в разработке новых видов оружия и систем противохимической защиты. Создатель специального противотанкового коктейля Молотова «КС»..
После войны вернулся в медицину. Автор нескольких эффективных противотуберкулёзных медикаментов, в том числе препарата «тубазид» до сих пор считающегося одним из самых эффективных в лечении туберкулёза. В 1950-е годы разработал оригинальную систему лечения рака, послужившую прототипом для нескольких современных противораковых лекарств. Впервые в СССР стал использовать противоопухолевые медикаменты реагирующие на нейтронное излучение (нейтрон-захватная терапия) и медикаменты группы семикарбазидов. Многие работы Качугина внедрены. Однако многие утеряны. В настоящее время некоторые медицинские разработки Качугина получили развитие в США.
Умер в 1971 году.
Похоронен на Преображенском Военном Кладбище в Москве.

## Биографическая справка
Ниже приведена статья о Качугине Анатолии Трофимовиче из энциклопедии «Москва», вышедшей в 1997 г.:
Качугин А. Т. (1895, Воронеж — 1971, Москва), врач, химик, естествоиспытатель. Из семьи железнодорожного служащего. В 1916 как студент медицинского факультета Юрьевского университета мобилизован в качестве зауряд-врача в русский экспедиционный корпус; в Париже получил диплом медицинского факультета Сорбонны. С 1917 в России, служил хирургом в Красной Армии, был сотрудником Воронежской ЧК; при взятии города Добровольческой армией (1919) приговорён к повешению (приговор отменён перед самой казнью). После Гражданской войны работал врачом под Воронежем, заочно учился на химическом факультете Воронежского университета. С 1926 в Москве, преподавал фотографию и химию в Высшем художественно-техническом институте, был научным сотрудником лаборатории прикладной физики Института зерна и Института химической обороны. Качугин — автор свыше 150 открытий и изобретений в области медицины, химической технологии, фотографии, приборостроения, пищевой промышленности и др. Среди изобретений Качугина — методы изготовления фотоэмульсии с содержанием борной кислоты (1927; позволила регистрировать следы потока элементарных частиц) и цинко-сульфидных рентгеновских экранов (1928); методы получения радиоактивных веществ (1938) и анализа свойств тяжёлой воды; прибор для титрования минерально-масляных эмульсий и фотохимических способов обнаружения отравляющих веществ (1940). С 1932 исследования Качугина курировал заместитель председателя Реввоенсовета М. Н. Тухачевский. Репрессирован в 1937, освобождён, в дальнейшем работал химиком в научно-исследовательской лаборатории Министерства заготовок СССР. Во время Великой Отечественной войны предложил методы изготовления дешёвых (бесцериевые кремни) зажигалок, что решало проблему дефицита спичек, и мастики-взрывчатки (так называемое партизанское мыло); разработал одну из модификаций «зажигательных бутылок», которая использовалась против немецких танков зимой 1941 при обороне Москвы. В 50-60-х гг. Качугин — консультант Минпищепрома и ряда медицинских научно-исследовательских учреждений; занимался проблемами создания лечебных препаратов: предложил гидразид никотиновой кислоты в качестве противотуберкулёзного средства (1948) и солянокислый семикарбазид в сочетании с изотопами кадмия для лечения опухолей (1956-62; в современной медицине применяют более эффективные аналоги этих препаратов). В эти годы Качугин жил на Большой Почтовой улице, 18/20, корпус 2. Похоронен на Преображенском кладбище. В. Б.